# Guz Klatskina
Guz Klatskina – rak dróg żółciowych (łac. cholangiocarcinoma) o charakterystycznej lokalizacji w okolicy wnęki wątroby.
Guzy o tej lokalizacji stanowią ⅓ wszystkich gruczolakoraków, występują najczęściej u starszych mężczyzn i wiążą się ze znaczną śmiertelnością - jedynie około 10% pacjentów udaje się wyleczyć.
W leczeniu stosuje się leczenie chirurgiczne, które polega na wycięciu przewodów żółciowych wraz z marginesem tkanki wątrobowej i okolicznymi węzłami chłonnymi lub wykonuje się paliatywne zespolenia omijające w obrębie dróg żółciowych.
Nazwa guza upamiętnia Geralda Klatskina (1910-1986), który opisał ten typ nowotworu w pracy z 1965 roku.

## Klasyfikacja ICD10
| kod ICD10     | nazwa choroby                                                                  |
| ------------- | ------------------------------------------------------------------------------ |
| ICD-10: C24   | Nowotwór złośliwy innych i nieokreślonych części dróg żółciowych               |
| ICD-10: C24.0 | Drogi żółciowe zewnątrzwątrobowe                                               |
| ICD-10: C24.8 | Zmiana przekraczająca granice jednego umiejscowienia w obrębie dróg żółciowych |
| ICD-10: C24.9 | Drogi żółciowe, umiejscowienie nieokreślone                                    |